# Lalla Essaydi
Lalla Essaydi, née en 1956 à Marrakech, est une artiste contemporaine marocaine qui utilise essentiellement la photographie et la calligraphie arabe. Elle travaille par ailleurs d’autres médiums comme la peinture, la vidéo et l’installation.

## Biographie
Le parcours de Lalla Essaydi commence au Maroc, où elle est née et a grandi. Après quelques années passées en Arabie saoudite, ses études l’amènent jusqu’en France où elle sera diplômée de l'École des Beaux-Arts de Paris en 1994, puis aux États-Unis où elle obtient une licence et un master en Beaux-Arts (Université Tufts, 1999 et École du Musée des Beaux- Arts de Boston, 2003). Aujourd’hui, elle partage son quotidien entre New York et Marrakech. Elle est actuellement représentée par quatre galeries (Howard Yezerski Gallery à Boston, Edwynn Houk à New York et Zurich, et Gallery Tindouf à Marrakech) et a été exposée dans plusieurs pays, des États-Unis au Japon, en passant par la France et la Syrie.

## Œuvre
Son travail est axé autour de la représentation du corps de la femme et notamment la complexité de la vision occidentale sur l’identité des femmes des pays arabes. Avec son regard de femme adulte émancipée, elle puise dans ses propres souvenirs de petite fille marocaine : elle interroge son présent au-travers de son passé. Elle "souhaite [se] présenter via différents prismes : comme artiste, comme marocaine, comme traditionaliste, comme libérale, comme musulmane". Son travail prend la forme de séries photographiques où elle travaille elle-même la calligraphie arabe au henné, sur de nombreux supports (tissus, corps, murs, etc.). Elle photographie des femmes qui lui ressemblent : marocaines, expatriées, elles sont marquées par leurs expériences dans le pays d’origine mais aussi par celles vécues dans le pays qui les a accueilli. Dans cette idée, Lalla Essaydi utilise des matériaux associés à l’art islamique en les incluant dans une imagerie plutôt proche de l’art occidental. Elle puise notamment ses inspirations dans l’imagerie orientaliste occidentale du XIXe siècle. Si Lalla Essaydi ose de tels grands écarts stylistiques, c’est pour inviter les spectateurs à repenser les mythologies orientalistes en résistant aux stéréotypes.

### Séries
- Les femmes du Maroc
- Converging territories
- Harem
- Bullet

### L'utilisation de la calligraphie
Le travail de Lalla Essaydi est notamment reconnaissable grâce à l’emploi systématique de la calligraphie arabe. Ceci crée alors dans ses photographies un premier niveau d’observation. Bien qu’utilisant une forme d’écriture, Lalla Essaydi n’en permet forcément pas la lecture. Même les arabophones auront des difficultés à déchiffrer les mots, tant cette écriture se superpose sur elle-même, sur les supports, etc.
Avant de développer plus précisément cette caractéristique du travail de cette artiste, revenons un instant sur l’histoire de l’écriture arabe, et notamment sur l’interprétation d’Oleg Grabar dans son ouvrage intitulé Penser l’art islamique. Avec la fulgurante expansion du monde arabe au VIIIe siècle, l’écriture y a quelque peu perdu ses repères : le Coran pouvait alors être lu et interprété de différentes façons et les communications entre les provinces éloignées devenaient impossibles. Afin de pallier ces deux problèmes, une réforme est lancée au Xe siècle visant à normaliser l’écriture : le khatt al-mansûb fixe alors les proportions entre les lettres et les mots. Au cours des siècles qui suivent, l’écriture arabe continue d’évoluer, avant d’être à nouveau codifiée par une nouvelle réforme au XIIIe siècle : à partir de ce moment, sept styles sont officiellement reconnus. Selon Oleg Grabar, le but de ces différentes interprétations de l’écriture avaient pour but de "décorer le texte et de lui procurer une qualité esthétique". Ainsi, les copistes se sont efforcés de créer un équilibre en faisant évoluer, par exemple, les lettres vers des formes végétales ("coufique fleuri") : l’écriture devient alors une forme d’art. C’est à partir de ce moment que nous pouvons parler de calligraphie, notamment pour son emploi sur parchemin ou papier. Mais ce qu’il est intéressant de relever c’est l’emploi de l’écriture sur d’autres supports que le parchemin et le papier. En effet, dès les débuts de l’art islamique, l’écriture est aussi apposé sur les murs, les tissus, les objets en céramique ou en bronze. Elle y est parfois peu lisible et révèle une nouvelle fonction de l’écriture dans l’art islamique : selon Oleg Grabar, "on ne lit plus, on regarde", l’écriture devient une fin en soi.

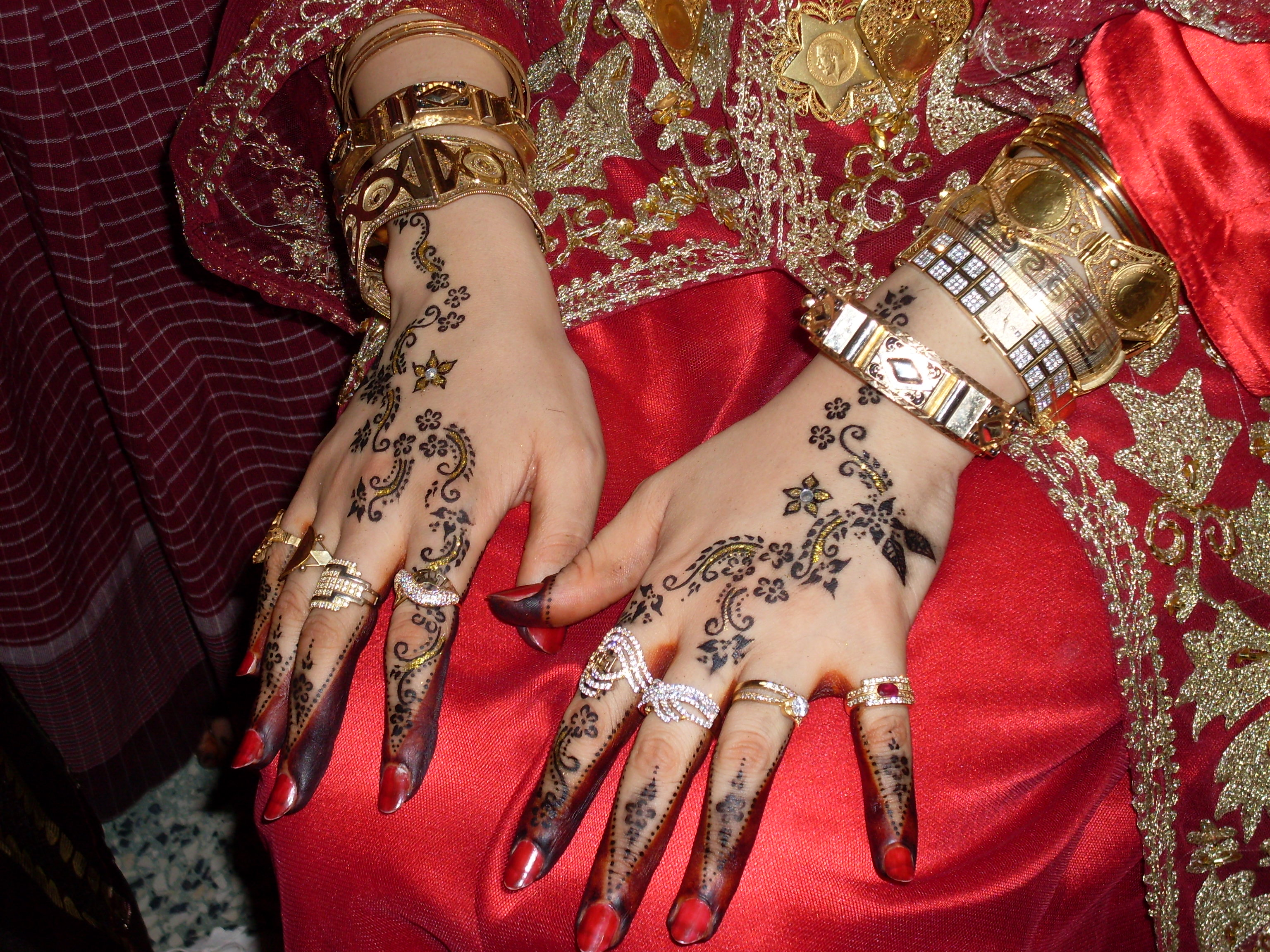
Tatouage au henné

Ainsi, en choisissant l’écriture arabe, Lalla Essaydi inclut son travail d’artiste contemporaine dans l’art islamique et la culture islamique plus largement. Les textes retranscrits n’ont pas été choisis au hasard : il s’agit d’extraits de journaux intimes de l’artiste qui retracent ses propres souvenirs d’enfant et de femme marocaine. Ce choix lui permet d’englober son histoire personnelle dans l’histoire des pays arabes, et de la rapprocher de celles des femmes qu’elle photographie. Lalla Essaydi n’ayant pas été formé à la calligraphie (cette discipline ne figure au programme des écoles d’art marocaines que depuis récemment), elle a développé sa propre technique et ses propres formes. Elle applique le henné avec une seringue et le texte est écrit dans un style abstrait et poétique. Si les mots inscrits sur les murs et les tissus restent lisibles pour les arabophones, ceux écrits sur les visages sont volontairement indéchiffrables. Ainsi, Lalla Essaydi dépasse les frontières culturelles et donne à ses images une universalité. Par ailleurs, ce caractère illisible permet à l’artiste de remettre en question l’idée occidentale que l’écrit que le meilleur moyen d’accéder à la vérité. Relevons par ailleurs l’utilisation du henné par Lalla Essaydi à la place de l’encre traditionnelle pour sa calligraphie. Ce colorant, issu d’une plante du même nom, permet une teinture allant du jaune au rouge, en passant par l’orange, sur les textiles et la peau. Au Moyen-Orient le henné est majoritairement utilisé comme cosmétique, teinture capillaire, tatouage ou parfum... par des femmes ! Pour Lalla Essaydi, écrire avec du henné devient alors un acte de rébellion. En effet, la calligraphie a longtemps été interdite aux femmes. Dans l’œuvre de Lalla Essaydi, l’écriture est une voix donnée aux femmes.

### L'orientalisme comme source d'inspiration et de critique

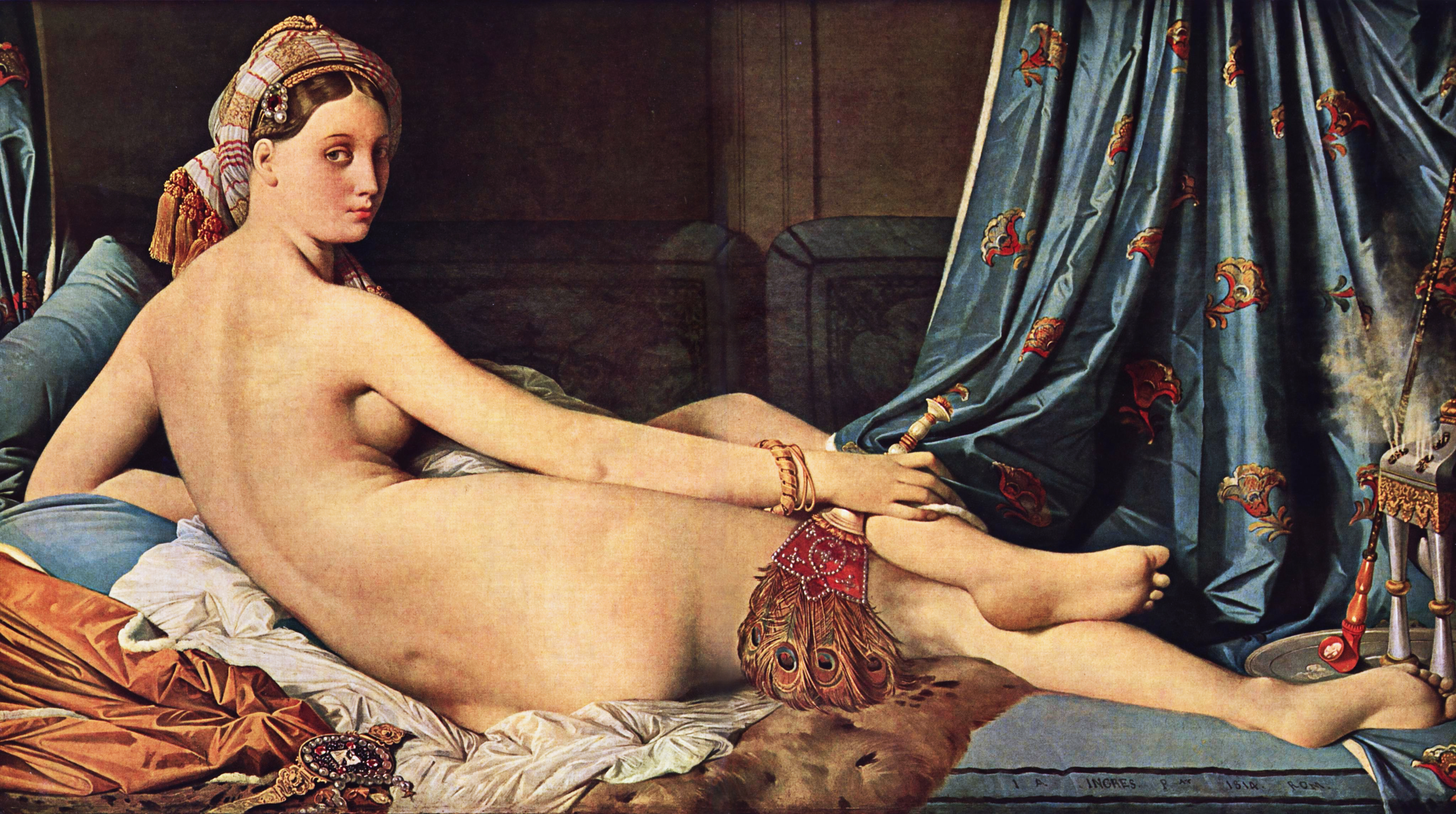
Ingres, La Grande Odalisque

Par ailleurs, comme nous l’avons évoqué précédemment, Lalla Essaydi puise dans l’imagerie orientaliste occidentale du XIXe, notamment dans sa série Les Femmes du Maroc. À cette époque, le monde occidental développe un attrait pour les cultures d’Afrique du Nord, turque et arabe, et plus largement toutes les régions dominées par l’Empire ottoman. Avec l’orientalisme, le monde occidental développe une vision de quelque chose qui lui est extérieur, sans déployer de style pictural particulier. Ce vaste thème sera abordé par de très nombreux peintres issus de différents mouvements : Chassériau, Ingres, Renoir, Delacroix, etc. Ces artistes traiteront quelques thèmes récurrents dont le harem, via la figure de l’odalisque. Cette esclave devenue membre d’un harem est souvent représentée nue, sensuellement allongée sur un divan.
Comme ces peintres orientalistes du XIXe siècle, Lalla Essaydi utilise aussi la figure de l’odalisque, mais cette fois, pour appuyer son propre discours de femme artiste arabe. Alors que son regard d’artiste reconnait la beauté des œuvres des orientalistes, son regard de femme arabe n’apprécie pas cette représentation des femmes nord-africaines et arabes. En utilisant cette image fantasmée de l’odalisque, elle confronte les stéréotypes culturels issus de l’orientalisme tout en permettant aux spectateurs occidentaux de prendre conscience de leurs propres préjugés sur le monde arabe. Par ailleurs, selon Lalla Essaydi, ce qui définit l’espace public et l’espace privé dans le monde arabe, c’est la sexualité des femmes : "les femmes arabes ont toujours occupé l’espace privé, mais où qu’une femme se trouve, dès qu’un homme pénètre dans cet espace, il le rend public". Pour l’artiste, les orientalistes et l’Occident plus largement ont brisé cette frontière entre espace privé et public. En réaction, l’Orient a durci cette barrière. Ainsi, selon elle, représenter des femmes arabes dans des lieux clos permet d’en dévoiler le pouvoir.
L’engouement précédemment évoqué pour les cultures moyen-orientales en pleine Révolution industrielle s’accompagnera par ailleurs par un renouveau dans les arts décoratifs. Ces derniers trouvent alors dans les Arts de l’Islam un nouveau modèle ornemental. D’un point de vue ontologique, l’ornement permet alors au sujet de rentrer au cœur de l’objet, de révéler ce que nous ne voyons pas. Pour Lalla Essaydi, la surabondance des écritures lui permet d’exagérer les fantasmes occidentaux sur la femme orientale afin de les rendre plus tangibles. L’artiste révèle aussi le danger d’une image trop belle (comme celles des odalisques peintes par les orientalistes), qui pourrait alors nous faire croire quelque chose de faux. Mais par ailleurs, nous pouvons aisément envisager que l’ornement empêche d’accéder à la réalité, car il peut brouiller la lisibilité des choses par sa prolifération. L’ornement a donc une fonction ambiguë voire ambivalente : il peut être une porte d’accès vers la vérité, ou, au contraire, un voile qui déguise la réalité. D’un point de vue phénoménologique, l’ornement ne s’identifie pas à un objet, et le travail humain se dissous dans l’objet lui-même : il s’admire lui-même. De ce point de vue, l’ornement permet de prouver que l’on est un sujet vivant : pour Lalla Essaydi l’ornement (la calligraphie) lui permet de donner du corps et de l’esprit à son œuvre.

## Expositions
- « Lalla Essaydi : Revisions », National Museum of African Art, Washington, mai 2012 - février 2013.